# Station Rotvoll
Station Rotvoll (Noors: Rotvoll holdeplass) is een halte in de Noorse stad Trondheim. De halte ligt in het oosten van de stad aan Meråkerbanen. Lilleby wordt bediend door de stoptreinen van lijn 26, die rijden tussen Røros/Lerkendal en Steinkjer/Rotvoll.